# Josef Vraštil
Josef Vraštil SJ (12. března 1878, Chomoutov – 22. srpna 1944, Praha) byl římskokatolický kněz, který byl v letech 1933–1937 představeným Československé provincie Tovaryšstva Ježíšova. Mimo tato léta většinou vyučoval na Arcibiskupském gymnáziu v Praze-Bubenči. Stal se také jeho ředitelem i rektorem bubenečské jezuitské koleje. Později také rok působil jako ředitel řádového gymnázia v Bratislavě.

## Život
Narodil se na Hané jako první dítě v rodině domkáře a sedláře, později mu přibyli ještě tři další sourozenci. Vysoký stupeň nadání se u něj projevil již na obecné škole, rodiče jej proto poslali studovat na gymnázium v Olomouci. Celé studium včetně maturity absolvoval s vyznamenáním.
Poté pokračoval ve studiu teologie na olomoucké fakultě a v arcidiecézním kněžském semináři. Měl opět výborné studijní výsledky. 5. července 1901 byl vysvěcen na kněze. Po čtyřech letech ve funkci kaplana, mj. v Kostelci u Krnova, prosil J. Vraštil olomouckého arcibiskupa o propuštění, aby mohl vstoupit do jezuitského řádu.
Do noviciátu nastoupil na Velehradě v roce 1905. Svá filozofická a teologická studia si v letech 1907–1910 doplnil na řádové univerzitě v Innsbrucku. Po výzvě rakouského provinciála, aby byli čeští jezuité připraveni k převzetí gymnázia v Praze i k obsazení řádového ústavu na Velehradě profesory, se přihlásil ke studiu češtiny a latiny na Univerzitě Karlově v Praze. Získal tak aprobaci k vyučování, navíc byl v roce 1914 promován doktorem filozofie.
V letech 1916–1933 vyučoval na Arcibiskupském gymnáziu v Praze-Bubenči. Celkem osm let z tohoto období byl také rektorem místní jezuitské koleje, v letech 1929–1933 zastával funkci ředitele gymnázia.
Nato se na čtyři roky stal provinciálem řádu a přestěhoval se tak ke Sv. Ignáci. Provincii vedl „svědomitě a s pílí sobě vlastní“, referuje jeden z jeho nástupců Jan Pavlík.
Od roku 1937 začal opět vyučovat v Bubenči, ale již rok nato se stal ředitelem nového řádového gymnázia v Bratislavě. Po vzniku Slovenského státu se v létě 1939 vrátil do Prahy. Do roku 1941 dále učil v Bubenči. Když bylo gymnázium kvůli nacistickým represím zrušeno, byl poslán na Velehrad. Brzy však zrušení neminulo ani velehradské gymnázium.
Po celý život působil Josef Vraštil také jako literární historik a spisovatel. Byl autorem řady prací, překladů i časopiseckých článků, publikoval např. v periodikách Časopis katolického duchovenstva nebo Posel Božského Srdce Páně. Po zrušení církevních škol tak pracoval nejvíce ve velehradské knihovně.
Ve věku 66 let, po návratu do Prahy, byl však stižen mrtvicí. Přes lékařskou péči v srpnu 1944 zemřel. Je pochován na Vyšehradě.
| „                                             | P. Vraštil měl výtečnou paměť a poctivou píli. Tak si získal velmi bohaté vědomosti ve svém oboru... Při své učenosti byl velmi skromný a pokorný. | “ |
| — Josef Vraštil v hodnocení svých spolubratří | |   |

## Dílo
- VRAŠTIL, Josef, HAVRÁNEK, Bohuslav, FLOROVSKIJ, Antonij: Katolický barok, nákladem vlastním, 1939
- VRAŠTIL, Josef, HAVRÁNEK, Bohuslav, FLOROVSKIJ, Antonij: Mezinárodní význam české provincie Tovaryšstva Ježíšova, in Co daly naše země Evropě a lidstvu, Sfinx Bohumil Janda, Praha 1940
- VRAŠTIL, Josef: Přednášky o praktické stránce v křesťanském náboženství, Melantrich, Praha 1948

Ve věstníku Zprávy z Československé provincie Tovaryšstva Ježíšova vyšly např. tyto Vraštilovy články:
- Účast staré české provincie Tovaryšstva Ježíšova na zámořských misiích, 1927
- Začátky působení Tovaryšstva Ježíšova na Novém světě před třemi sty lety (14. červenec 1628), 1928
- Fráter Šimon Boruhradský T.J., zachránce města Mexika r. 1692 před zátopou, 1937

## Bible leskovecko-drážďanská
Díky Josefu Vraštilovi se zachoval opis některých částí nejstaršího do té doby dochovaného českého překladu bible – Bible leskovecko-drážďanské, která potom na začátku I. světové války shořela v lovaňské univerzitní knihovně.